# 鄭之僑 (康熙進士)
鄭之僑，字東裡，贵州赤水人，清朝政治人物、同進士出身。

## 生平
康熙五十一年（1712年）壬辰科進士，三甲八十九名，改翰林院庶吉士，散館授編修。有《題壯義勒詩》。